# Zentralbank der Republik Aserbaidschan
Koordinaten: 40° 22′ 44″ N, 49° 50′ 42″ O
Die Zentralbank der Republik Aserbaidschan (aserbaidschanisch Azərbaycan Respublikasının Mərkəzi Bankı) ist die zentrale Notenbank von Aserbaidschan. Der Hauptsitz der aserbaidschanischen Zentralbank liegt in der Hauptstadt Baku.
Nach der Erklärung der Unabhängigkeit von der Sowjetunion am 18. Oktober 1991 bestand noch die Nationalbank der Aserbaidschanischen SSR, die nun als Nationalbank Aserbaidschans die neuen Aufgaben wahrnahm. Am 11. Februar 1992 wurde die neue Zentralbank der Republik Aserbaidschan gegründet. 1992 wurde auch der Manat als neue Währung eingeführt. Die Zentralbank verfolgt eine flexible Wechselkurspolitik und konzentriert sich auf den Kampf gegen die Inflation.